# Juan Antonio Mereles
Juan Antonio Mereles Cabrera (n. 1961) es un periodista deportivo paraguayo que trabaja actualmente en Radio Universo 970 AM y anteriormente en Radio Uno, también fue conductor del programa Ovación Deportiva junto a Emanuel Cardozo y Derlis González en Paraguay TV. También fue cronista de campo en CVC, además fue el segundo relator en Unicanal y Telefuturo, en donde relató la Copa de Primera, Copa de Segunda (ocasionalmente), Eliminatorias, Sudamericanos Sub-20 y Sub-17, Torneos FIFA y Copa UEFA al lado de Gabriel Cazenave.
- Datos: Q28503142